# The Verlaines
The Verlaines sind eine neuseeländische Indie-Rock-Band.

## Geschichte
The Verlaines wurden Ende 1980 in Dunedin (Neuseeland) gegründet. Gründungsmitglieder waren Graeme Downes (Gitarre, Gesang), Craig Easton (Gitarre, Gesang), Greg Kerr (Schlagzeug), Phillip Higham (Bass) und Anita Pillai (Keyboard). In den folgenden Jahren wechselten ständig die Line-ups der Band. Spätere Mitglieder waren die Bassisten Jane Dodd, Mike Stoodley und Russell Fleming; die Schlagzeuger Alain Haig, Caroline Easther, Robbie Yeats, Gregg Cairns und Darren Stedman sowie der Gitarrist Paul Winders. Einziges konstantes Bandmitglied bis heute ist Graeme Downes.
Die Musik der Verlaines wurde in den 1980er Jahren vom neuseeländischen Label Flying Nun Records verlegt. Die Band war in dieser Zeit ein typischer Vertreter des Dunedin Sound. Ihre erste Veröffentlichung waren drei Songs auf der legendären 1981er Dunedin Double EP.
Die Verlaines spielten von 1985 bis heute neun Studioalben ein. Dabei gab es zwischen dem sechsten Over the Moon (1997) und dem siebten Album Pot Boiler (2007) eine zehnjährige Pause, in der Graeme Downes sein Soloalbum Hammers and Anvils veröffentlichte und sich seiner akademischen Laufbahn widmete. Platzierungen in den Charts gelangen den Verlaines in ihrer bisherigen Bandgeschichte nicht.

## Diskografie

### Alben
- 1985: Hallelujah All the Way Home
- 1987: Bird Dog
- 1990: Some Disenchanted Evening
- 1991: Ready to Fly
- 1993: Way Out Where
- 1997: Over the Moon
- 2007: Pot Boiler
- 2009: Corporate Moronic
- 2012: Untimely Meditations

### Kompilationen
- 1987: Juvenilia
- 2003: You're Just Too Obscure for Me

### EPs
- 1981: Dunedin Double (Kompilation mit vier Bands aus Dunedin: The Chills, Sneaky Feelings, The Stones, The Verlaines)
- 1984: 10 O'Clock in the Afternoon

### Singles
- 1983: Death and the Maiden
- 1986: Doomsday
- 1990: The Funniest Thing